# Сатібарзан
Сатібарзан (д/н —бл. 329 до н. е.) — державний та військовий діяч часів падіння імперії Ахемендів та на початку імперії Олександра Македонського.

## Життєпис
Походження невідомо, але напевне належав до перської знаті. Вперше згадується з приводу участь в битві при Гавгамелах 331 року до н. е. На той час Сатібарзан обіймав посаду сатрапа Арії.
Після поразки персів відступив до своєї сатрапії. Потім разом з сатрапами Бєссом і Барсентом влаштував змову проти царя Дарія III. Відповідно до Арріана спільно з Барсентом вбив царя. Невдовзі здався Олесандру Македонському, який залишив Сатібарзану його провінцію. Але ймовірно не довіряючи тому залишив загін у 40 вершників на чолі із гетайром Анаксіппом.
Незабаром після переходу Олександра до Бактрії Сатібарзан повстав, переміг македонян, вбивши Анаксіппа. Сили повсталих зосередилися в столиці Арії — місті Артакона. Звідти вони мали намір йти на з'єднання з Бєссом. Олександр, дізнавшись про це, разом з гетайрами, лучниками, агріанамі і піхотою під керівництвом Амінти і Кена рушив проти Сатібарзана, залишивши інше військо під командуванням Кратера. Після звістки про це Сатібарзан з невеликим загоном втік до Бєсса, а Артакона після нетривалої облоги, незважаючи на свою природну неприступність, була захоплена македонянами. Протягом 30 діб Олександр опанував усіма містами Арії.
Наприкінці 330 року до н. е. Сатібарзан на чолі 2 тис. кінноти повернувся до Арії, де спонукав жителів до нового повстання проти македонян. Проти Сатібарзана було відправлено війська на чолі із Артабазом, Фратаферном, Ерігієм та Караном (відповідно до Арріана) або Караном, Арабазом, Ерігієм та Андроніком (відповідно до Квінта Курція) чи Ерігієм та Стасанором (відповідно до Діодора Сицилійського).
Відповідно до Арріана у вирішальній битві навесні 329 року до н. е. загинули Сатібарзана та Ерігій, а повсталі зазнали поразки. Діодор Сицилійський вказує, що оскільки жодна зі сторін не змогла здобути перемоги, було домовлено про герць між Сатібарзаном і Егідієм, в якому македонянин убив перса. Новим сатрапом призначили Арсама.